# Phyllogryllus pipilans
Phyllogryllus pipilans är en insektsart som beskrevs av Henri Saussure 1897. Phyllogryllus pipilans ingår i släktet Phyllogryllus och familjen syrsor. Inga underarter finns listade i Catalogue of Life.